# Youngblood (album của 5 Seconds of Summer)
Youngblood là album phòng thu thứ ba của ban nhạc pop rock Úc 5 Seconds of Summer. Album ban đầu được dự tính sẽ phát hành vào ngày 22 tháng 6 năm 2018, nhưng sau đó nó đã được dời sang ngày 15 tháng 6. Để ủng hộ cho album, ban nhạc đã bắt đầu chuyến lưu diễn Meet You There. Phiên bản US Target được phát hành với hai bài hát độc quyền và bốn bản sưu tập khác nhau, mỗi bản có một thành viên của ban nhạc trên trang bìa.
Bốn đĩa đơn đã được phát hành để hỗ trợ cho album, bao gồm: "Want You Back", "Youngblood", "Valentine" và "Lie to Me". Album đã nhận được những lời nhận xét tích cực, ca ngợi sự trưởng thành về mặt trữ tình và sự thay đổi về mặt âm thanh so với các tác phẩm trước đó của nhóm.
Cùng với việc xuất hiện trên vô số bảng xếp hạng tuần và xếp hạng cuối năm 2018 và 2019 tại nhiều quốc gia khác nhau và nhận được nhiều chứng nhận, ca khúc chủ đề, "Youngblood" đã xuất hiện tại bảng xếp hạng cuối thập kỷ ARIA (2010-2019) dành để xếp hạng những bài hát phổ biến nhất thập kỷ ở vị trí số 37. Trong bảng xếp hạng cuối thập kỷ của ARIA Úc (2010-2019), xếp hạng những bài hát nổi tiếng nhất thập kỷ của các nghệ sĩ Úc, "Youngblood" xếp ở vị trí thứ tư.
"Youngblood" đã bán được hơn một triệu bản điều chỉnh và là bài hát Úc được stream nhiều nhất mọi thời đại trên Apple Music. Vào tháng 2 năm 2020, 5 Seconds of Summer đã được vinh danh trong Danh sách 1.000.000.000 của APRA AMCOS vì "Youngblood" đã được phát trực tuyến hơn 1 tỷ lần.

## Đĩa đơn
Đĩa đơn "Want You Back" của album được phát hành thông qua Capitol Records vào ngày 22 tháng 2 năm 2018.
Ca khúc chủ đề "Youngblood" đầu tiên được phát hành dưới dạng đĩa đơn quảng cáo vào ngày 13 tháng 4. Nó được gửi đến Contemporary hit radio Mỹ vào ngày 22 tháng 5 dưới dạng đĩa đơn thứ hai của album. Nó đã được chứng nhận là chín lần bạch kim bởi Hiệp hội Công nghiệp ghi âm Úc, bạch kim của Recorded Music New Zealand, bạch kim của Công nghiệp ghi âm Anh và bạch kim bởi Hiệp hội Công nghiệp ghi âm Mỹ. "Valentine" được phát hành vào tháng 8 năm 2018 dưới dạng đĩa đơn thứ ba.
Vào tháng 12 năm 2018, một phiên bản thu âm lại của "Lie to Me" với sự góp giọng của Julia Michaels đã được phát hành dưới dạng đĩa đơn thứ tư.

## Danh sách bài hát
| Youngblood – Phiên bản thông thường | Youngblood – Phiên bản thông thường | Youngblood – Phiên bản thông thường                                                       | Youngblood – Phiên bản thông thường  | Youngblood – Phiên bản thông thường |
| STT                                 | Nhan đề                             | Sáng tác                                                                                  | Nhà sản xuất                         | Thời lượng                          |
| ----------------------------------- | ----------------------------------- | ----------------------------------------------------------------------------------------- | ------------------------------------ | ----------------------------------- |
| 1.                                  | "Youngblood"                        | Calum Hood Luke Hemmings Ashton Irwin Louis Bell Andrew Wotman Alexandra Tamposi          | Watt Bell                            | 3:23                                |
| 2.                                  | "Want You Back"                     | Hood Hemmings Irwin Jacob Kasher Hindlin Andrew Goldstein Asia Whiteacre Steve McCutcheon | Andrew Wells Goldstein               | 2:53                                |
| 3.                                  | "Lie to Me"                         | Hood Hemmings Irwin Wotman Tamposi                                                        | Watt                                 | 2:30                                |
| 4.                                  | "Valentine"                         | Hood Hemmings Irwin Michael Elizondo Justin Tranter                                       | Mike Elizondo                        | 3:16                                |
| 5.                                  | "Talk Fast"                         | Hood Hemmings Michael Clifford Rami Yacoub Carl Falk Tranter                              | Falk Yacoub                          | 3:07                                |
| 6.                                  | "Moving Along"                      | Hood Hemmings Irwin Clifford Yacoub Falk Tranter                                          | Falk Yacoub                          | 3:17                                |
| 7.                                  | "If Walls Could Talk"               | Hood Irwin Julia Michaels Nolan Lambroza Tranter                                          | Sir Nolan                            | 3:02                                |
| 8.                                  | "Better Man"                        | Hemmings Clifford Wotman Stefan Johnson Jordan Johnson Marcus Lomax Tamposi               | Watt The Monsters and Strangerz      | 3:09                                |
| 9.                                  | "More"                              | Hemmings Irwin Yacoub Falk Wayne Hector Kristoffer Fogelmark Albin Nedler                 | Falk Yacoub Fogelmark [a] Nedler [a] | 3:14                                |
| 10.                                 | "Why Won't You Love Me"             | Hemmings Irwin Jake Sinclair Rivers Cuomo                                                 | Sinclair                             | 3:20                                |
| 11.                                 | "Woke Up in Japan"                  | Hemmings Irwin Sinclair Nicholas Ruth Kevin Fisher Teddy Geiger Janelle Dolrayne          | Sinclair                             | 2:37                                |
| 12.                                 | "Empty Wallets"                     | Hood Hemmings Irwin Clifford Yacoub Falk Tranter                                          | Falk Yacoub                          | 3:07                                |
| 13.                                 | "Ghost of You"                      | Hemmings Irwin Goldstein Daniel Book Mitchell Collins                                     | Goldstein Book [b]                   | 3:17                                |
| Tổng thời lượng:                    | Tổng thời lượng:                    | Tổng thời lượng:                                                                          | Tổng thời lượng:                     | 40:12                               |

| Youngblood – Deluxe edition bonus tracks | Youngblood – Deluxe edition bonus tracks | Youngblood – Deluxe edition bonus tracks         | Youngblood – Deluxe edition bonus tracks | Youngblood – Deluxe edition bonus tracks |
| STT                                      | Nhan đề                                  | Sáng tác                                         | Producer(s)                              | Thời lượng                               |
| ---------------------------------------- | ---------------------------------------- | ------------------------------------------------ | ---------------------------------------- | ---------------------------------------- |
| 14.                                      | "Monster Among Men"                      | Hood Hemmings Irwin Clifford Yacoub Falk Tranter | Falk Yacoub Noah "Mailbox" Passovoy      | 3:12                                     |
| 15.                                      | "Meet You There"                         | Hemmings Irwin Yacoub Falk Hactor Tranter        | Falk Yacoub Passovoy                     | 3:10                                     |
| 16.                                      | "Babylon"                                | Hood Clifford Book Goldstein Matthew Koma        | Goldstein Book                           | 3:33                                     |
| Tổng thời lượng:                         | Tổng thời lượng:                         | Tổng thời lượng:                                 | Tổng thời lượng:                         | 50:07                                    |

| Youngblood – Target exclusive bonus tracks | Youngblood – Target exclusive bonus tracks | Youngblood – Target exclusive bonus tracks              | Youngblood – Target exclusive bonus tracks | Youngblood – Target exclusive bonus tracks |
| STT                                        | Nhan đề                                    | Sáng tác                                                | Producer(s)                                | Thời lượng                                 |
| ------------------------------------------ | ------------------------------------------ | ------------------------------------------------------- | ------------------------------------------ | ------------------------------------------ |
| 17.                                        | "When You Walk Away"                       | Hood Hemmings Irwin Clifford Yacoub Falk Hector Tranter | Falk Yacoub                                | 3:05                                       |
| 18.                                        | "Best Friend"                              | Irwin Hood Elizondo Tranter                             | Elizondo                                   | 3:03                                       |
| Tổng thời lượng:                           | Tổng thời lượng:                           | Tổng thời lượng:                                        | Tổng thời lượng:                           | 56:15                                      |

| Youngblood – Japanese bonus tracks | Youngblood – Japanese bonus tracks | Youngblood – Japanese bonus tracks                      | Youngblood – Japanese bonus tracks | Youngblood – Japanese bonus tracks |
| STT                                | Nhan đề                            | Sáng tác                                                | Producer(s)                        | Thời lượng                         |
| ---------------------------------- | ---------------------------------- | ------------------------------------------------------- | ---------------------------------- | ---------------------------------- |
| 14.                                | "Monster Among Men"                | Falk Yacoub Tranter Clifford Irwin Hemmings Hood        | Falk Yacoub Noah Passovoy          | 3:12                               |
| 15.                                | "Meet You There"                   | Falk Yacoub Hector Tranter Irwin Hemmings               | Falk Yacoub Passovoy               | 3:10                               |
| 16.                                | "Babylon"                          | Goldstein Koma Book Clifford Hood                       | Goldstein Book                     | 3:33                               |
| 17.                                | "When You Walk Away"               | Hood Clifford Irwin Hemmings Falk Tranter Yacoub Hector | Falk Yacoub                        | 3:05                               |
| 18.                                | "Best Friend"                      | Irwin Hood Elizondo Tranter                             | Elizondo                           | 3:03                               |
| 19.                                | "Midnight"                         | Hood Hemmings Irwin Clifford Elizondo Tranter           | Elizondo                           | 3:08                               |
| Tổng thời lượng:                   | Tổng thời lượng:                   | Tổng thời lượng:                                        | Tổng thời lượng:                   | 59:23                              |

- ^[a]   biểu thị một người đồng sản xuất
- ^[b]   biểu thị một nhà sản xuất bổ sung

| Bảng xếp hạng (2018)                     | Vị trí cao nhất |
| ---------------------------------------- | --------------- |
| Album Úc (ARIA)                          | 1               |
| Album Áo (Ö3 Austria)                    | 5               |
| Album Bỉ (Ultratop Vlaanderen)           | 3               |
| Album Bỉ (Ultratop Wallonie)             | 14              |
| Album Canada (Billboard)                 | 3               |
| Album Cộng hòa Séc (ČNS IFPI)            | 18              |
| Album Đan Mạch (Hitlisten)               | 7               |
| Album Hà Lan (Album Top 100)             | 2               |
| Album Phần Lan (Suomen virallinen lista) | 8               |
| Album Pháp (SNEP)                        | 43              |
| Album Đức (Offizielle Top 100)           | 6               |
| Album Hungaria (MAHASZ)                  | 32              |
| Album Ireland (IRMA)                     | 3               |
| Album Ý (FIMI)                           | 5               |
| Album Nhật Bản (Oricon)                  | 37              |
| Mexican Albums (AMPROFON)                | 3               |
| Album New Zealand (RMNZ)                 | 2               |
| Album Na Uy (VG-lista)                   | 6               |
| Album Ba Lan (ZPAV)                      | 9               |
| Album Bồ Đào Nha (AFP)                   | 6               |
| Album Scotland (OCC)                     | 4               |
| Album Hàn Quốc Quốc tế (Circle)          | 4               |
| Album Tây Ban Nha (PROMUSICAE)           | 2               |
| Album Thụy Điển (Sverigetopplistan)      | 15              |
| Album Thụy Sĩ (Schweizer Hitparade)      | 8               |
| Taiwanese Albums (Five Music)            | 5               |
| Album Anh Quốc (OCC)                     | 3               |
| Album Hoa Kỳ Billboard 200               | 1               |

| Bảng xếp hạng (2018)               | Vị trí |
| ---------------------------------- | ------ |
| Australian Albums (ARIA)           | 45     |
| Belgian Albums (Ultratop Flanders) | 125    |
| Canadian Albums (Billboard)        | 48     |
| Danish Albums (Hitlisten)          | 70     |
| Mexican Albums (AMPROFON)          | 51     |
| US Billboard 200                   | 72     |

## Chứng nhận
| Quốc gia | Chứng nhận | Số đơn vị/doanh số chứng nhận |
| --- | ---------- | ----------------------------- |
| Úc (ARIA) | Gold       | 35.000‡                       |
| Canada (Music Canada) | Platinum   | 80.000‡                       |
| Đan Mạch (IFPI Đan Mạch) | Gold       | 10.000‡                       |
| Anh Quốc (BPI) | Silver     | 60.000‡                       |
| * Chứng nhận dựa theo doanh số tiêu thụ. ^ Chứng nhận dựa theo doanh số nhập hàng. ‡ Chứng nhận dựa theo doanh số tiêu thụ và phát trực tuyến. |            |                               |